# Imperia
Imperia — нидерландская симфо-метал-группа, основанная в 2003 году.

## История
Хелена Михальсен получила известность среди слушателей тяжелой музыки благодаря участию в группах «Trail of Tears» и «Sahara Dust» (ныне «Epica»). Начав свою музыкальную карьеру с группой «Trail of Tears», и приняв участие в записи двух первых альбомов, Хелена не сошлась во взглядах на дальнейшее развитие музыкального стиля группы с Ронни Торссеном, лидером «Trail of Tears» и ушла из группы. Короткое участие в «Sahara Dust» окончательно утвердило её в мысли о создании собственной группы, где она сама сможет задавать направление развития. Для этого она специально переехала из Норвегии в Голландию, где собрала группу «Imperia».
Дебютный релиз группы, «The Ancient Dance of Qetesh», был выпущен весной 2004 года.
В 2007 году вышел второй альбом «Queen of Light».
В 2011 году вышел третий альбом «Secret Passion».
В 2015 году вышел четвёртый альбом «Tears of Silence».
В 2019 году вышел пятый альбом под названием «Flames of Eternity».

## Состав

### Нынешний состав
- Хелена Михальсен — вокал (с 2003)
- Ян Ирланд — гитара (с 2003)
- Джерри Ферштрекен — бас (с 2003)
- Стив Вольц — ударные (с 2003)

### Бывшие участники
- Джон Штам — гитара (постоянно 2003—2010, сессионно 2011, 2015, 2019)
- Ойдан Гроннестад — клавишные (постоянно 2003—2010, сессионно 2011, 2015, 2019)

## Дискография

### Студийные альбомы
- The Ancient Dance of Qetesh (2004, Ebony Tears)
- Queen of Light (2007, Massacre Records)
- Secret Passion (2011, Massacre Records)
- Tears of Silence (2015, Massacre Records)
- Flames of Eternity (2019, Massacre Records)
- The Last Horizon (2021)

### Синглы
- Let Down (2011, Massacre Records)
- Fear Is an Illusion (2019, Massacre Records)
- Book of Love (2019, Massacre Records)
- Unspoken Words (2019, Massacre Records)

### Сборники
- Queen of Passion (2013, Massacre Records)